# Tambov
Tambov (oroszul: Тамбов) város Oroszország európai részén, Moszkvától 480 km-re délkeletre. A Tambovi terület közigazgatási, gazdasági és kulturális központja.
Lakossága: 280 161 fő (a 2010. évi népszámláláskor), 284 500 fő (2006 elején), 287 200 fő (2005 elején).

## Fekvés, éghajlat
Az Oka–Don-alföldön, sík területen, a Cna folyó bal partján fekszik. A Moszkva–Szaratov vasúti fővonal egyik jelentős állomása.
Éghajlata mérsékelten kontinentális. A januári középhőmérséklet –10 °C, a júliusi 20 °C. A csapadék évi mennyisége nagyon változó, 350–700 mm között alakul. Egyes nyarakon a délkeletről érkező forró szelek miatt hosszan tartó szárazság is előfordul. A folyó december elejétől április elejéig jég alatt van, tavaszi árvize nagy területeket elönt.

## Nevének eredete
A város alapját megvető erődítményt eredetileg egy közeli folyó partján, Tombov nevű mordvin faluval szemben akarták felépíteni. A város neve eszerint a mordvin-moksa tonbov („örvény”) szóból eredhet. Egy másik magyarázat szintén a mordvin tombaksz („lápos”), illetve a finn tamb („tölgy”) szavakra vezeti vissza.

## Történeti áttekintés
Tambov erődjét a moszkvai orosz állam akkori határán, a Belgorodból kiinduló védelmi rendszer részeként alapították 1636-ban. Tíz évvel később a környéken újabb erődítési munkákat végeztek, amikor a védvonalat elkezdték tovább építeni Szimbirszk erődjéig. Tambov erődje a 17. század közepén több támadásnak is sikeresen ellenállt, de védelmi jelentőségét a következő század elején fokozatosan elvesztette. 1694-ben kezdték építeni a város első, ma is álló kőépületét, a Úr színeváltozása- (Szpaszo-Preobrazsenszkij-) katedrálist.

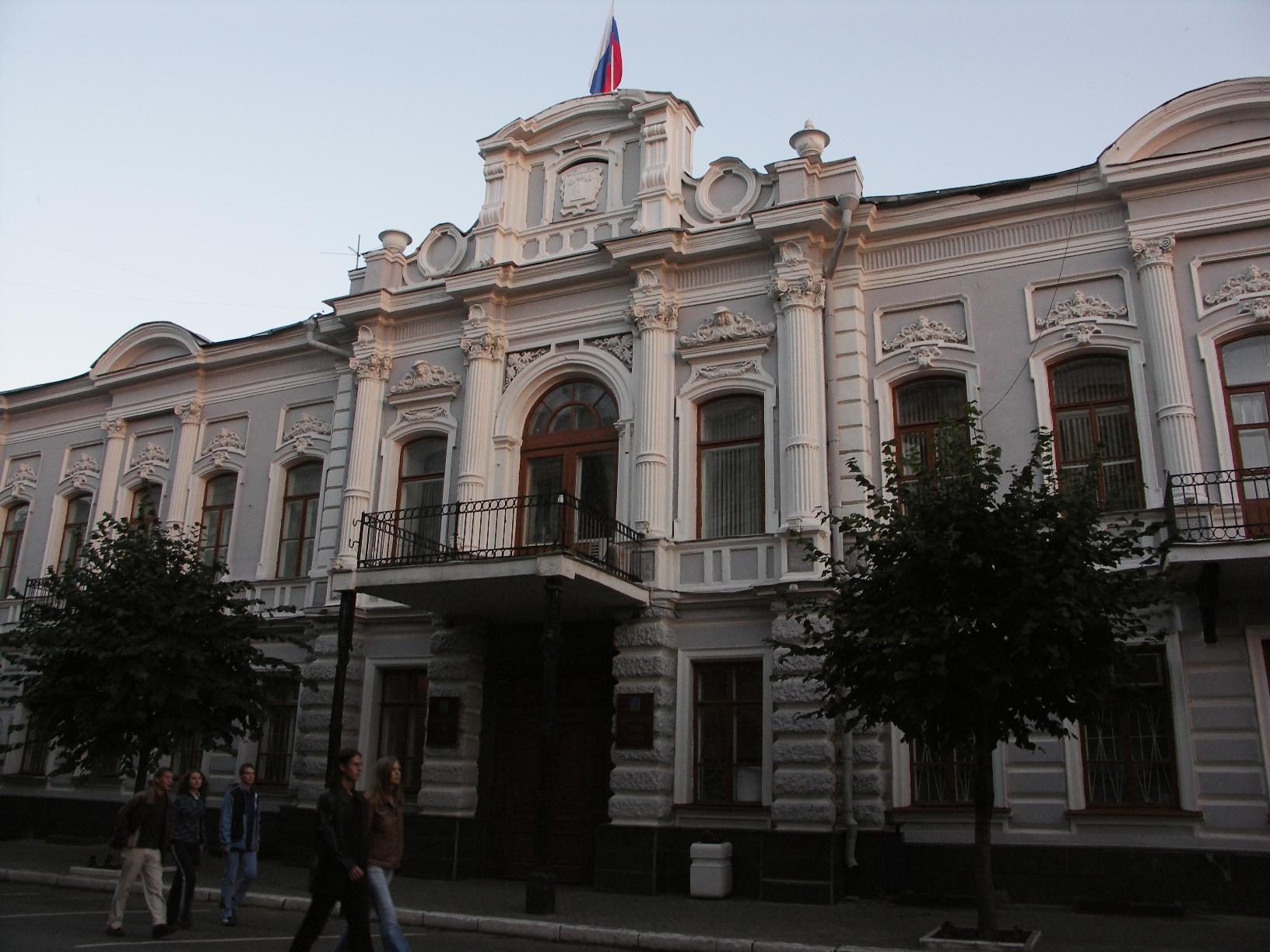
A város egyik régi épülete

1719-től az Azovi (később: Voronyezsi) kormányzóság egyik kisebb közigazgatási központja volt. 1779-ben Tambov székhellyel önálló közigazgatási egységet hoztak létre, mely 1796-ban kormányzóság lett. 1781-ben a város címert és központilag kidolgozott beépítési tervet kapott. Három éven át, 1786-1788 között Gavrila Gyerzsavin, korának leghíresebb költője állt a közigazgatás élén. Ezekben az években kezdődött a várossá alakulás hosszantartó folyamata. Színházat, népiskolát, nyomdát alapítottak, és itt jelent meg Oroszország első vidéki újságja. A 19. század közepére a középületeknél elterjedt a kőből, téglából való építkezés, ekkor emelték az első közkórházat és a nyilvános könyvtárat (1842).
A század második felében Tambov a környék gabona-kereskedelmének egyik központja lett, de számottevő ipara nem volt. 1870-ben itt is megjelent a vasút, kiszolgálására 1897-99-ben járműjavító műhely létesült, mely hamarosan a legnagyobb helyi üzemmé vált. 1913-ban a városban egy gőzmalom, továbbá gyertyakészítő- és dohányüzem, sörfőző, szappanfőző is működött.
1928-ban a Tambovi kormányzóság megszűnt, de a város 1937-ben újból vezető szerephez jutott: az újonnan kialakított Tambovi terület központja lett. A második világháború utáni időkben vált mezővárosból ipari várossá.

## A mai város
A város ma is a folyó bal partján terül el, a túlsó parton erdős-parkos területek, kertek húzódnak. A történelmi városközpont utcaszerkezete az idők folyamán keveset változott. A központi és a nyugati részeken az 1960-as évektől öt- és kilencemeletes házakból álló új lakónegyedeket alakítottak ki, szálloda és több kulturális, oktatási célú középület is épült. A házak fele azonban napjainkban is kőből vagy fából épített, kisebb-nagyobb magánház.

### Gazdaság
Tambov az 1960-as években vált nagyipari központtá. Legfontosabb iparvállalatai a vegyipari gépgyártás, a vegyipar, a hadiipar ágazataiban működnek.
- „Tambovpolimermas”: vegyipari és szénhidrogénipari gépek gyártása.
- „Tambovmas”: vegyipari gépgyártás, gépjárművek lég- és olajszűrői, víztisztító berendezések élelmiszer- és gyógyszeripari felhasználásra. Polietilén csövek gyártása csatornázáshoz, víz- és gázvezetékekhez.
- „Revtrud”: a közel százéves múltra visszatekintő vállalatnál rádióelektronikai, rádiólokációs, távközlési berendezések készülnek a hadsereg céljaira. Évtizedekig mosógépeket is gyártottak a lakosság számára.
- „Elektropribor”: repülőgép- és űrhajózási műszerek
- „Pigment”: vegyi anyagok, lakkok és festékek gyártása.
- „Vasúti járműjavító gyára” a több mint százéves kis műhelyből nőtt ki. Üzemeiben a háború idején páncélvonatok mellett sok százezer aknát is gyártottak. 1995 óta új vasúti személykocsikat készítenek.
- „Tamak”: német építőipari vállalat, kulcsrakész lakások előállítása.

### Kultúra, felsőoktatás

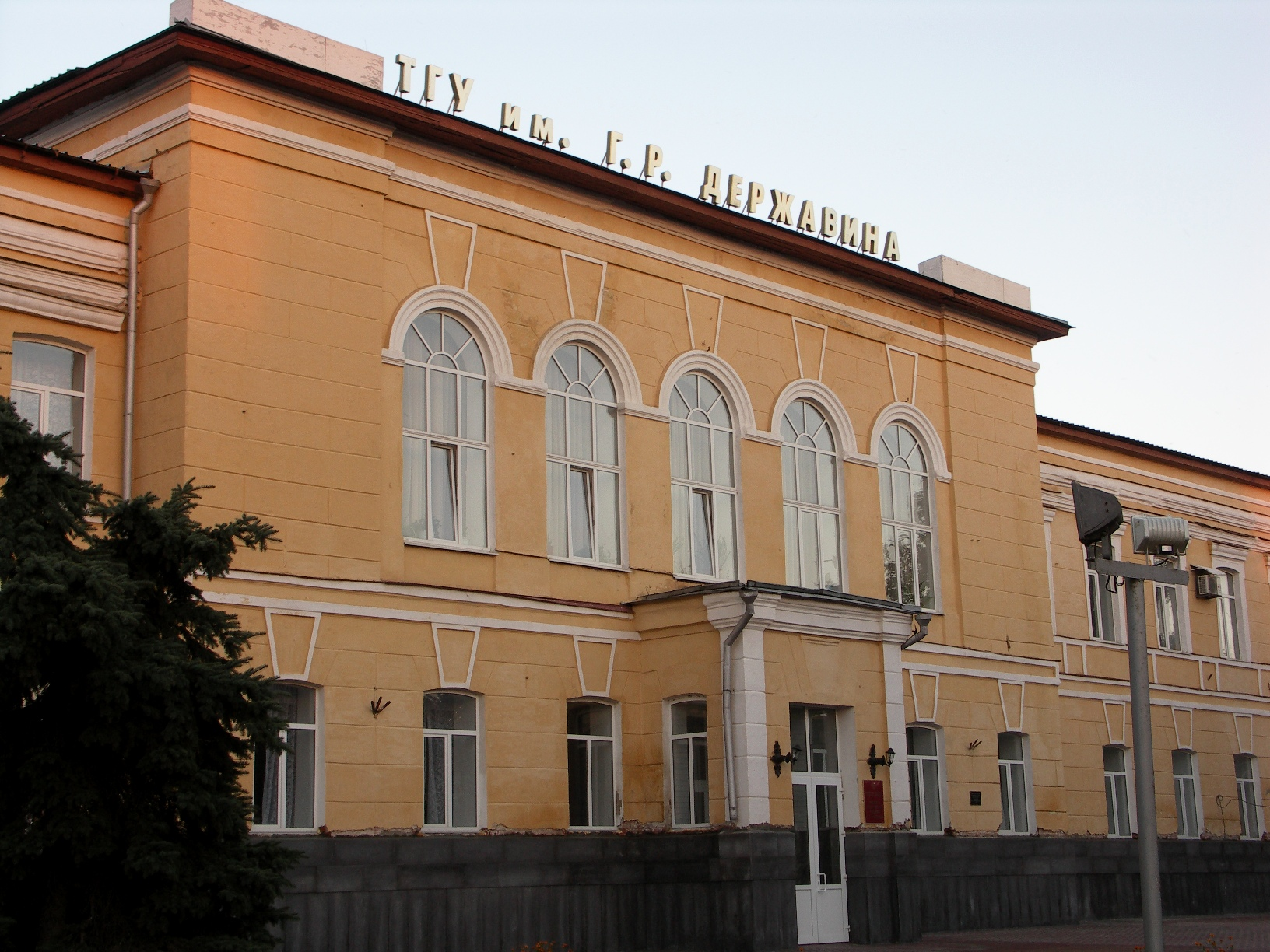
A Gyerzsavin-egyetem régi épülete

- A Gyerzsavin nevét viselő egyetemet két korábbi főiskola összevonásával létesítették 1994 végén, tíz évvel később már 15 000 hallgatója volt. 900 000 kötetes könyvtárral, földtani, állattani és néprajzi múzeummal, botanikus kerttel, saját sportstadionnal rendelkezik.
- Műegyetem
- Zenetanárképző főiskola
- Katonai repülőmérnöki főiskola

A városban filharmónia, nagy múltú színház, képtár (az egykori Nariskin-olvasókör épületében) és helytörténeti múzeum működik.

### Nevezetességek
- Az egykori erőd faépítményei nem maradtak fenn, de területén ma is áll az Úr színeváltozása- (Szpaszo-Preobrazsenszkij-) katedrális. 1694-ben kezdték építeni, mai falai főként a száz évvel későbbi átépítésből valók, a templomot az 1830-as években kibővítették.
- Az egykori főpapi épület (1791).
- A Kazanyi-kolostor területén: a Mária oltalma- (Pokrovszkij-) templom (1763-69) a harangtoronnyal, valamint a Kazanyi-templom. A szovjet időszakban a város sok temploma az enyészet vagy a lebontás sorsára jutott.
- Néhány műemlék jellegű középület:
  - a papi szeminárium (1785-1805),
  - a gimnázium (1825),
  - a kereskedősor (1836-37),
  - a nyilvános könyvtár (1842),
  - az árvaház (19. sz. első fele),
  - a lovarda (19. sz. közepe),
  - az ún. Nariskin-olvasókör épülete (1892).

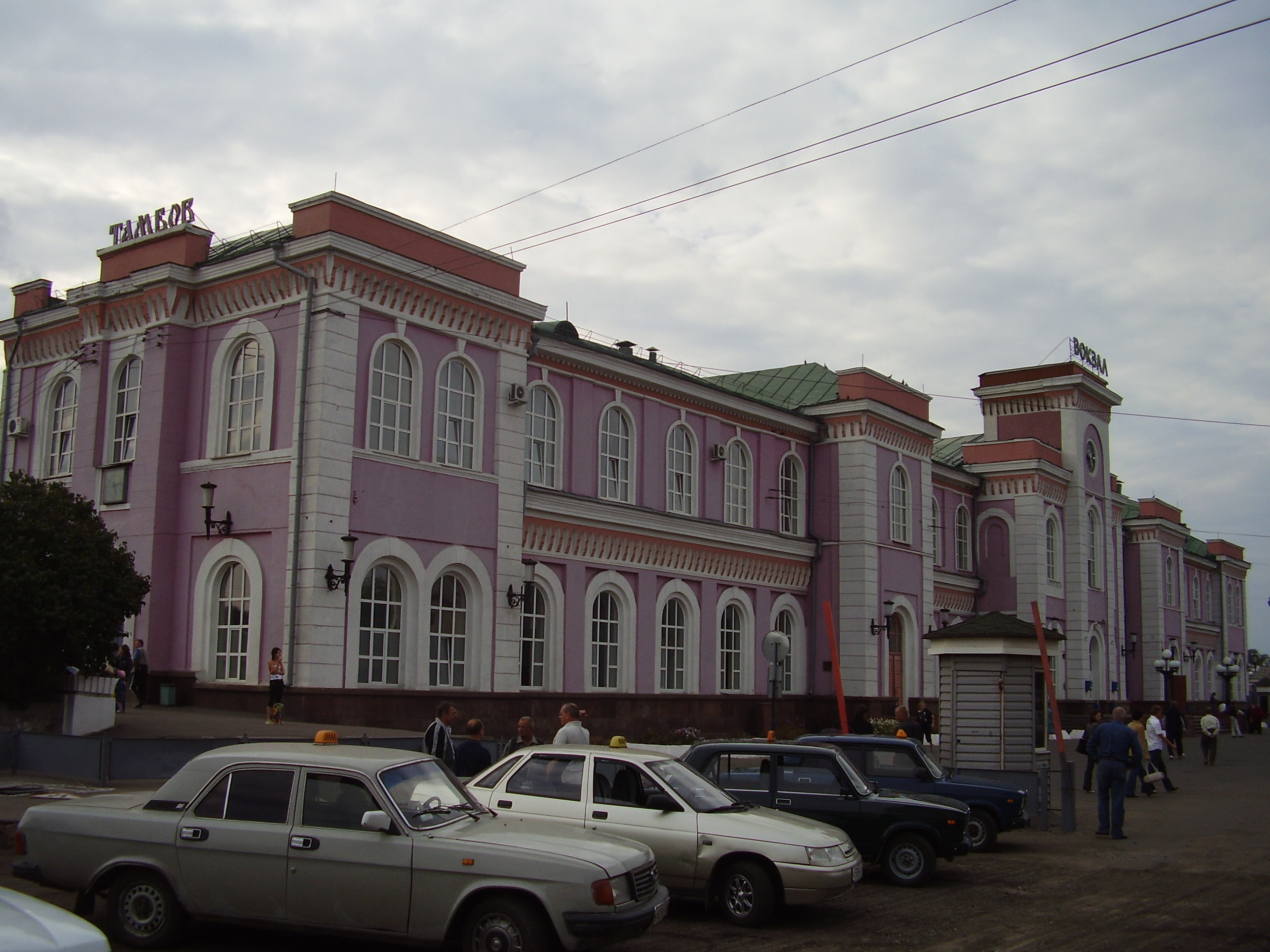
Az állomás

## Híres emberek
- Itt született a neves filmrendező, Lev Vlagyimirovics Kulesov (1899–1970).
- Itt született Andrej Nyikolajevics Kolmogorov (1903–1987) szovjet matematikus.
- Itt született Anasztaszija Ivanovna Rogyionova (1982–) orosz–ausztrál kettős állampolgárságú teniszezőnő, olimpikon.
- Itt született Jurij Valentyinovics Zsirkov (1983–) orosz válogatott labdarúgó.